# OLiS
OLiS(Official Sales Chart; 폴란드어: Oficjalna Lista Sprzedaży)는 폴란드의 공식 앨범 판매 차트이다. 2000년 10월 23일부터 앨범 판매 순위를 집계하여 발표하였다.

## 같이 보기
- 폴란드 음악 차트